# Powers That Prey
Powers That Prey is een Amerikaanse dramafilm uit 1918 onder regie van Henry King. De film werd destijds in Nederland uitgebracht onder de titel Mary, de kleine hoofdredactrice.

## Verhaal
Hoofdredacteur Burton Grant ontmaskert de politicus Jarvis McVey als een corrupte schurk in de krant en moet de stad verlaten. Hij vraagt zijn dochter Sylvia om zijn post bij de krant intussen toe te wijzen aan de redacteur Frank Summers. Sylvia besluit Frank te ontslaan en zelf de krant te leiden. Frank ontdekt dat McVey betrokken is bij een grootschalige fraudezaak. Als Sylvia erachter komt, besluit ze het nieuws te publiceren. Op die manier jaagt ze de hele stad tegen zich in het harnas. Frank schiet Sylvia te hulp met bewijzen voor haar beschuldigingen.

## Rolverdeling
| Acteur            | Personage        |
| ----------------- | ---------------- |
| Mary Miles Minter | Sylvia Grant     |
| Allan Forrest     | Frank Summers    |
| Harvey Clark      | Burton Grant     |
| Clarence Burton   | Jarvis McVey     |
| Lucille Ward      | Mevrouw Brackett |
| Emma Kluge        | Mevrouw Sharon   |
| Perry Banks       | George Lake      |
| Roberts Miller    | Bobs             |